# Голубые страгглеры

Схематичная диаграмма Герцшпрунга — Рассела для шарового скопления, показывающая главную последовательность и область гигантов серой полосой, и голубые страгглеры — синими точками

Голубые страгглеры — тип звёзд главной последовательности в звёздных скоплениях, которые на диаграмме Герушпрунга — Рассела расположены выше и левее точки поворота главной последовательности. Таким образом, голубые страгглеры слишком долго задерживаются на главной последовательности для своих параметров: они должны эволюционировать относительно быстро, и ко времени, соответствующему возрасту скопления, уже не должны находиться на главной последовательности. Считается, что голубые страгглеры могут появляться при слияниях звёзд и при обмене массами между ними.
Первые звёзды такого типа обнаружил Аллан Сэндидж в 1953 году в скоплении M 3.

## Описание

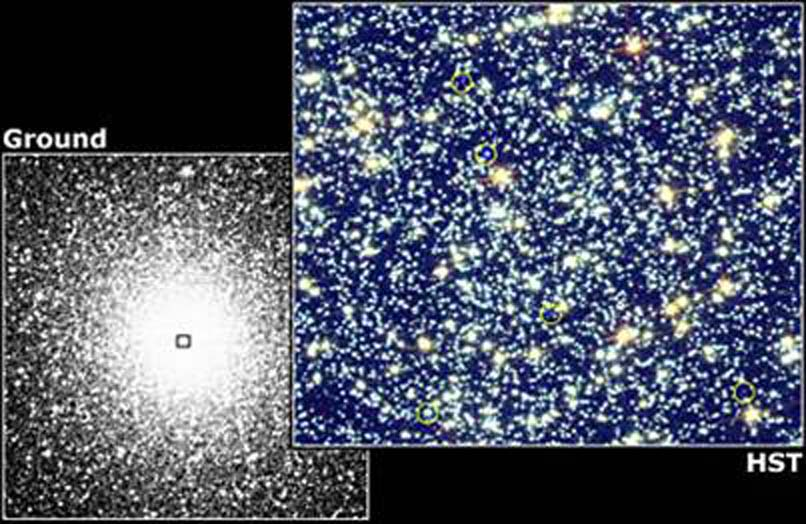
Шаровое скопление 47 Тукана. В правой части показана центральная область скопления, голубые страгглеры в ней обведены жёлтыми кружками

Голубые страгглеры — тип звёзд главной последовательности в звёздных скоплениях, которые на диаграмме Герушпрунга — Рассела расположены выше и левее точки поворота главной последовательности, то есть, имеют более высокие температуры и светимости. Массы этих звёзд также выше, чем у остальных звёзд в скоплении: например, в скоплении M 67 масса звёзд на точке поворота составляет около 1 M⊙, а голубых страгглеров — 2—6 M⊙.
Такие звёзды чаще всего наблюдаются в шаровых звёздных скоплениях, хотя могут встречаться и в рассеянных. Обычно они сосредоточены в самом центре скопления, где звёзды расположены наиболее плотно, но, например, в шаровом скоплении M 3 они присутствуют и в более далёких от центра областях.
Голубые страгглеры в шаровых скоплениях могут находиться на полосе нестабильности, проявляя переменность типа SX Феникса.
Нередко можно выделить две подгруппы голубых страгглеров в одном скоплении: «голубую», звёзды которой находятся на главной последовательности нулевого возраста, и «красную», звёзды которой на 0,75 звёздной величины ярче. Например, в скоплении M 30 обе группы отчётливо видны и в них приблизительно одинаковое число звёзд.

### Эволюция
С точки зрения эволюции звёзд, особенность голубых страгглеров состоит в том, что они слишком долго не покидают главную последовательность. Чем массивнее, ярче и голубее звезда, тем быстрее она эволюционирует и покидает этот участок диаграммы Герцшпрунга — Рассела. Поскольку в звёздных скоплениях звёзды формируются приблизительно в одно время, то в старых скоплениях должны оставаться лишь относительно тусклые и красные звёзды, которые живут долгое время, а существование ярких голубых звёзд, которые находятся выше и левее точки поворота, требует отдельного объяснения.
Именно с этой особенностью связано название таких звёзд. Термин «страгглер» происходит от английского названия таких звёзд blue stragglers, где слово straggler означает отставшего солдата, бродягу либо отставший корабль; кроме этого, в русском языке иногда применяются такие названия, как «голубые отставшие звёзды», «голубые бродяги» и «звёзды-дезертиры».

### Причины возникновения
Две основных причины, по которым появляются голубые страгглеры — слияния звёзд и обмен массами между ними. Оба этих механизма с наибольшей вероятностью происходят при большой концентрации звёзд, поэтому звёзды такого типа сосредоточены в центральных областях скоплений.
В условиях в центре шарового звёздного скопления, где концентрация звёзд может составлять 105 звёзд на кубический парсек, до 10% звёзд в течение своей эволюции испытывают слияние, причём большинство из них происходит, когда звёзды находятся на главной последовательности. При этом слияние может произойти как в результате случайного столкновения двух звёзд, так и в результате эволюции тесной двойной системы. Эти события происходят практически без потери массы, кроме того, в результате слияний происходит частичное перемешивание вещества и в ядро попадает водород из внешних областей. Таким образом, при слияниях образуются звёзды главной последовательности с более высокими массами, чем у других звёзд скопления, которые и становятся голубыми страгглерами и остаются на главной последовательности некоторое время после возникновения. Одной из особенностей звёзд, возникающих таким образом, является их быстрое вращение.
В некоторых двойных системах звёзды недостаточно близки друг к другу, чтобы в какой-то момент из-за потери углового момента случилось их слияние, но обмен массами ещё может происходить. В определённый момент более массивная звезда в системе увеличивается в размере и заполняет свою полость Роша, а вещество с её поверхности начинает перетекать на вторую звезду. В таком случае масса второй звезды может превысить массу звёзд на точке поворота и она становится голубым страгглером. 
«Красная» и «голубая» подгруппы голубых страгглеров (см. выше) формируются различным образом. Большинство звёзд «голубой» подгруппы формируется после коллапса ядра, когда внутренняя часть скопления резко сжимается и происходит большое количество случайных столкновений. Звёзды «красной» подгруппы обычно формируются более равномерно на протяжении жизни скопления в результате эволюции двойных систем, которая заканчивается столкновением или обменом массами: этот механизм не настолько сильно ускоряется при коллапсе ядра, как столкновения.

## История изучения
Голубые страгглеры впервые обнаружил Аллан Сэндидж в 1953 году в скоплении M 3, а следующим скоплением, где были открыты такие звёзды, стало скопление M 71. Первоначально считалось, что подобных скоплений немного, но с развитием фотометрии с использованием ПЗС такие звёзды стали часто обнаруживаться в скоплениях.
Для объяснения существования таких звёзд выдвигались различные гипотезы: например, что голубые страгглеры сформировались позже остальных звёзд скопления. Другая гипотеза предполагала, что эти звёзды вернулись на главную последовательность после стадии красного гиганта из-за того, что по какой-то причине в них произошло перемешивание вещества.
В 2009 году в скоплении M 30 впервые были обнаружены две подгруппы голубых страгглеров: красные и голубые.